# C/2009 R1 (McNaught)
C/2009 R1 (McNaught) ist ein Komet, der im Jahr 2010 mit bloßem Auge gesehen werden konnte.

## Entdeckung und Beobachtung
Der Komet wurde von R. H. McNaught am Siding-Spring-Observatorium in Australien auf fünf Aufnahmen entdeckt, die am 9. September 2009 mit einem 50-cm-Teleskop gemacht worden waren. Er gab die Helligkeit mit etwa 17,4 mag an. Innerhalb von wenigen Stunden wurde die Entdeckung durch weitere Beobachtungen bestätigt. Der Komet war zu dieser Zeit noch etwa 4,5 AE von der Sonne entfernt. Nachträglich wurde der Komet auch auf mehreren Aufnahmen festgestellt, die in Siding Spring bereits am 20. Juli, 1. August und 18. August gemacht worden waren.
Eine erste Bahnberechnung durch Brian Marsden wies bereits darauf hin, dass der Komet der Sonne im Juli 2010 nahe kommen und dadurch ein ziemlich helles Objekt werden könnte. Der Komet wurde von mehreren Observatorien weiter beobachtet. Bis Ende des Jahres war die Helligkeit bis auf etwa 16 mag angewachsen. Als er Mitte März wieder für Beobachter auf der Südhalbkugel in der Morgendämmerung auftauchte, lag die Helligkeit zwar noch bei nur etwa 15 mag, aber sie stieg dann rasch an bis auf heller als 10 mag Ende April.
Der Komet wanderte weiter nach Norden und konnte Anfang Mai erstmals auf der Nordhalbkugel gesehen werden, bis Ende des Monats hatte er 7 mag erreicht. Im Juni stieg die Helligkeit bis auf etwa 5 mag und er konnte mit bloßem Auge gesehen werden. Zu der Zeit wurde noch erwartet, dass die Helligkeit bis auf 2 mag ansteigen würde, auch wenn der Komet nur schwierig in der Morgen- und Abenddämmerung zu beobachten sein würde. Er blieb aber deutlich hinter den Erwartungen zurück und wurde bis zu seinem Vorbeigang an der Sonne nicht mehr heller als 5 mag.
Nach seinem Periheldurchgang konnte der Komet nicht mehr aufgefunden werden. Einige Beobachter berichteten über seine Auflösung.

## Wissenschaftliche Auswertung
Mit dem 2-m-Teleskop des Pik Terskol Observatoriums im Kaukasus wurde das Spektrum des Kometenlichts untersucht und Emissionslinien von Molekülen wie C2, CN, CH, NH2 und Ionen wie CO+ und CH+ nachgewiesen.
Mit dem Radioteleskop des Krim-Observatoriums wurde im Juni 2010 die Gasproduktionsrate des OH-Moleküls in Abhängigkeit des Sonnenabstands des Kometen untersucht.

## Umlaufbahn
Für den Kometen konnte aus 751 Beobachtungsdaten über einen Zeitraum von mehr als 10 Monaten eine hyperbolische Umlaufbahn bestimmt werden, die um rund 77° gegen die Ekliptik geneigt ist. Die Bahn des Kometen verläuft damit steil angestellt gegen die Bahnebenen der Planeten. Im sonnennächsten Punkt (Perihel), den der Komet am 2. Juli 2010 durchlaufen hat, war er etwa 60,6 Mio. km von der Sonne entfernt und befand sich damit im Bereich der Umlaufbahn des Merkur. Bereits vor der Annäherung an die Sonne war der Komet im Juni 2004 in knapp 12 AE Distanz am Uranus und am 25. August 2009 sehr dicht in nur etwa 1 ¼ AE Distanz am Jupiter vorbeigegangen. Am 15. Juni 2010 hatte die größte Annäherung an die Erde bis auf etwa 169,8 Mio. km (1,13 AE) stattgefunden. Nach seinem Periheldurchgang näherte er sich möglicherweise am 5. Juli noch der Venus bis auf etwa 113,2 Mio. km und am 8. Juli dem Merkur bis auf etwa 22,5 Mio. km. 
Nach den mit einer gewissen Unsicherheit behafteten Bahnelementen, wie sie in der JPL Small-Body Database angegeben sind und die keine nicht-gravitativen Kräfte auf den Kometen berücksichtigen, erhielte man sowohl für die ursprüngliche Bahn lange vor der Annäherung an das innere Sonnensystem, als auch für die zukünftige Bahn lange nach dem Verlassen des inneren Sonnensystems jeweils eine hyperbolische Charakteristik für die Kometenbahn, wonach er einen interstellaren Ursprung gehabt hätte und das Sonnensystem (wenn er den Vorbeigang an der Sonne überstanden hätte) auch wieder dorthin verlassen hätte.
In einer Untersuchung aus dem Jahr 2013 konnten Królikowska und Dybczyński jedoch unter Verwendung von 792 Beobachtungen des Kometen zeigen, dass seine Bahn wesentlich besser beschrieben werden kann, wenn außer den gravitativen Einflüssen aller Planeten und den relativistischen Effekten beim nahen Vorbeiflug an der Sonne auch starke nicht-gravitative Kräfte auf den Kometen durch Ausgasungseffekte berücksichtigt werden. Sie erhielten als Ergebnis, dass der Komet sich vor seiner Annäherung an die Sonne auf einer elliptischen Bahn bewegte und mit hoher Wahrscheinlichkeit keinen interstellaren Ursprung hatte, sondern aus der Oortschen Wolke kam. Außerdem klassifizierten sie den Kometen als „dynamisch neu“, das heißt, er kam wahrscheinlich zum ersten Mal in Sonnennähe. Wenn er noch existierte, würde auch seine zukünftige Bahn elliptisch sein. In einer weiteren Untersuchung von 2015 konnten sie durch eine Simulation der Kometendynamik mit statistischen Verfahren unter zusätzlicher Berücksichtigung der Anziehungskräfte der galaktischen Scheibe und des galaktischen Zentrums, sowie gravitativ störender Sterne in der Sonnenumgebung, die Daten noch etwas optimieren.
In einer Untersuchung aus dem Jahr 2020 revidierte M. Królikowska ihre Bahnbestimmung noch einmal, indem sie 777 Beobachtungsdaten aus dem gesamten Beobachtungszeitraum verwendete (Modell „n5“) und auch wieder nicht-gravitative Kräfte auf den Kometen berücksichtigte. Demnach bewegte sich der Komet ursprünglich auf einer elliptischen Bahn mit einer Exzentrizität von 0,999995 und einer Großen Halbachse von etwa 70.000 AE (Unsicherheit ±20 %) mit einer Umlaufzeit von etwa 18 Mio. Jahren. Es handelte sich definitiv um einen „dynamisch neuen“ Kometen aus der Oortschen Wolke, der zuvor noch nicht in Sonnennähe war.